# Pi-hole
Pi-hole es una aplicación para bloqueo de anuncios y rastreadores en Internet a nivel de red en Linux que actúa como un sumidero de DNS (y opcionalmente como un servidor DHCP), destinado para su uso en una red privada. Fue diseñado para su uso en dispositivos embebidos con capacidad de red, como el Raspberry Pi, pero también se puede utilizar en otras máquinas que ejecuten distribuciones Linux e implementaciones en la nube.
Pi-hole tiene la capacidad de bloquear anuncios tradicionales de sitios web, así como anuncios en lugares no convencionales, como televisores inteligentes y sistemas operativos para dispositivos móviles.

## Historia
El proyecto Pi-hole fue creado por Jacob Salmela como una alternativa de código abierto al AdTrap en 2014 y fue alojado en GitHub. Desde entonces, varios contribuyentes se han unido al proyecto, sobre todo (basado en el número de commits a partir de mayo de 2018) dschaper, PromoFaux y DL6ER.

## Características
Pi-hole utiliza un dnsmasq modificado llamado FTLDNS, cURL, lighttpd, PHP y el panel de control AdminLTE para bloquear las peticiones DNS para dominios conocidos de seguimiento y publicidad. La aplicación sirve como un servidor DNS para una red privada (reemplazando cualquier servidor DNS preexistente proporcionado por otro dispositivo o el ISP), con la capacidad de bloquear anuncios y rastreadores de dominios para los dispositivos de los usuarios. Obtiene listas de dominios publicitarios y de seguimiento a partir de fuentes predefinidas (que pueden ser modificadas por el usuario) con las que el Pi-hole compara las consultas DNS. Si se encuentra una coincidencia dentro de cualquiera de las listas, o de la lista negra del usuario, Pi-hole negará resolver el dominio solicitado y responderá al dispositivo solicitante con una página web en blanco.
Debido a que Pi-hole bloquea dominios a nivel de red, es capaz de bloquear anuncios, como banners publicitarios en una página web, pero también puede bloquear anuncios en lugares no convencionales, como en Android, iOS y televisores inteligentes.
La naturaleza de Pi-hole le permite también bloquear dominios de sitios web en general mediante una lista negra manual del nombre de dominio. Del mismo modo, los dominios pueden incluirse en una lista blanca manualmente en caso de que la función de un sitio web se vea afectada por el bloqueo de dominios. Pi-hole también puede funcionar como una herramienta de monitorización de red, que puede ayudar en la resolución de problemas de peticiones DNS y en la resolución de problemas de redes defectuosas.

## Diferencia con los bloqueadores de anuncios tradicionales
Pi-hole funciona de forma similar a un cortafuegos de red, lo que significa que los anuncios y los dominios de seguimiento se bloquean para todos los dispositivos que se encuentran detrás de él, mientras que los bloqueadores de anuncios tradicionales solo se ejecutan en el navegador de un usuario y solo eliminan los anuncios en el mismo equipo. También brinda una manera de obtener estadísticas sobre la actividad en la red, mejorar el rendimiento y brindar seguridad.